# Dalja Rabin-Pelosof
Dalja Rabin-Pelosof (hebr.: דליה רבין-פילוסוף, ang.: Dalia Rabin-Pelossof, ur. 19 marca 1950 w Izraelu) – izraelska prawnik i polityk, w latach 2001–2002 wiceminister obrony, w latach 1999–2003 poseł do Knesetu z listy Partii Centrum. Córka byłego premiera Icchaka Rabina.

## Życiorys
Urodziła się 19 marca 1950 w Izraelu, jako córka Lei i Icchaka Rabinów. Jej ojciec był wówczas oficerem Sił Obronnych Izraela, późniejszego generałem, wieloletnim ministrem i dwukrotnym premierem.
Służbę wojskową zakończyła w stopniu sierżanta. Ukończyła studia prawnicze i pracowała jako adwokat. Była doradcą prawnym Histadrutu

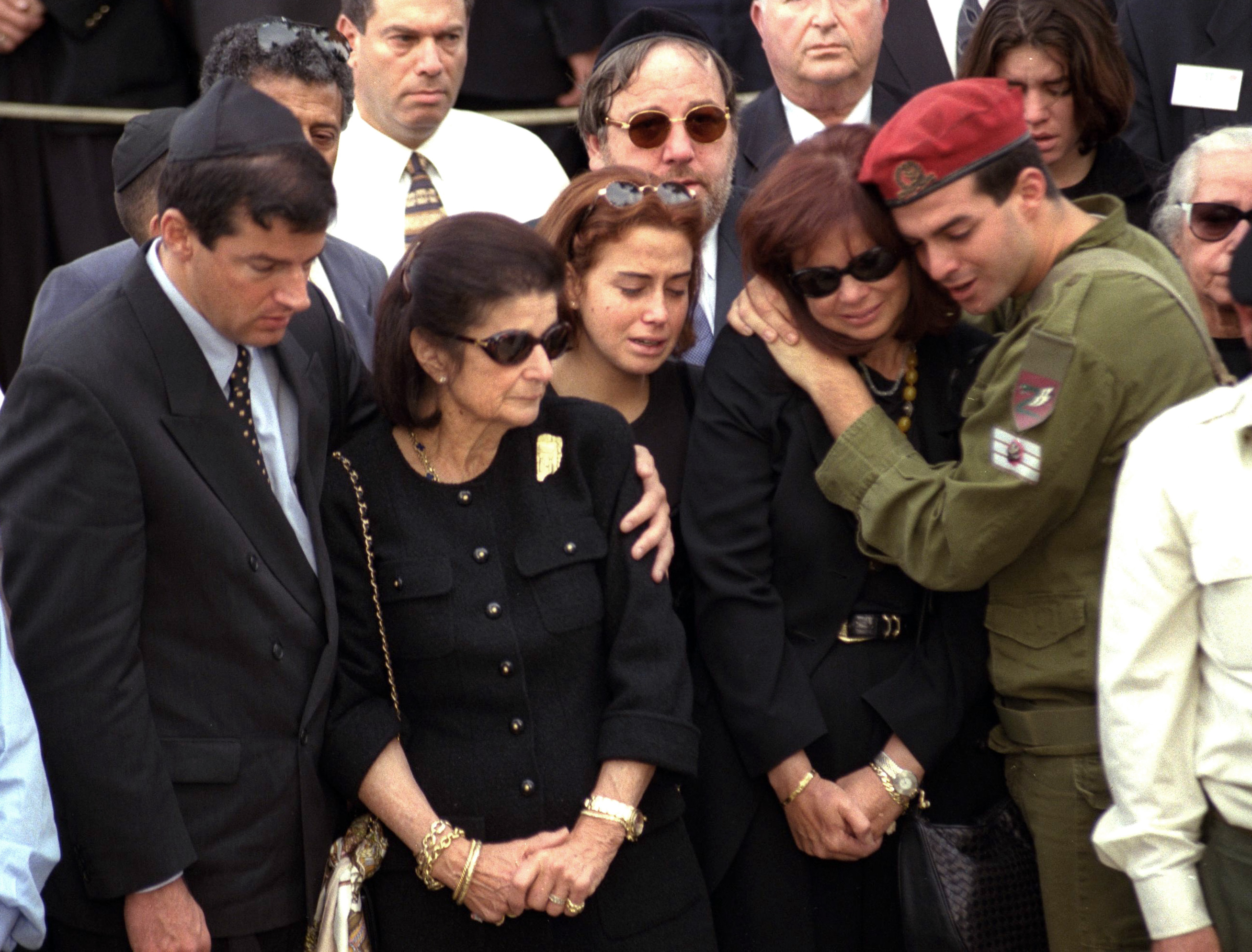
Dalja Rabin-Pelosof wraz z dziećmi, matką i bratem, podczas pogrzebu Icchaka Rabina (1995)

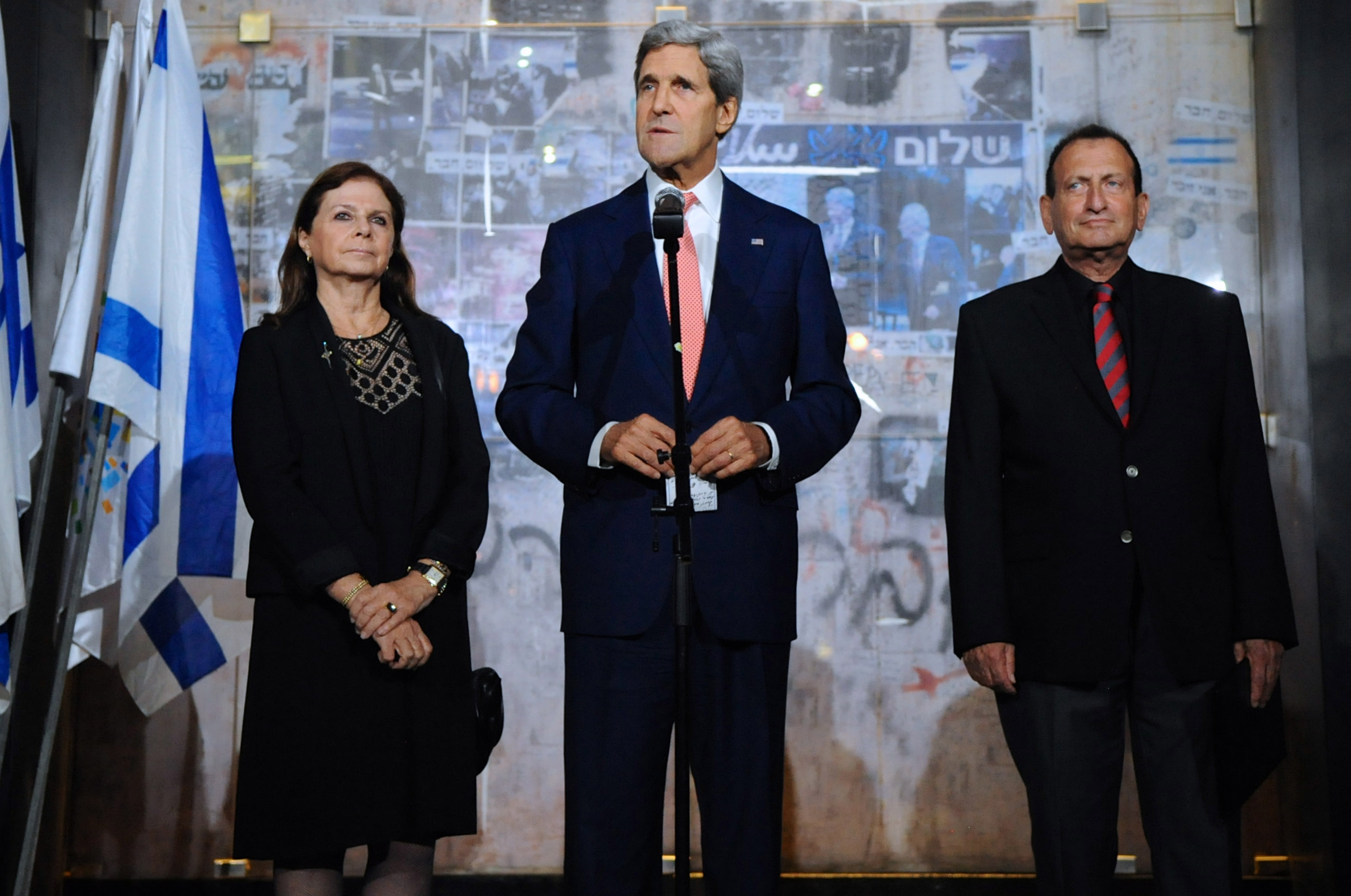
Rabin-Pelosof, John Kerry i Ron Chuldaj (2013)

W politykę zaangażowała się już po śmierci ojca w zamachu. W wyborach parlamentarnych w 1999 po raz pierwszy i jedyny dostała się do izraelskiego parlamentu z listy Partii Centrum. W piętnastym Knesecie była przewodniczącą komisji etyki poselskiej, zasiadała także w komisjach: kontroli państwa; pozycji kobiet i równouprawnienia oraz konstytucyjnej prawa i sprawiedliwości; a także komisji śledczej ds. handlu kobietami oraz komisji wspólnej ds. stanu wyjątkowego. Pełniła także funkcję zastępcy przewodniczącego Knesetu. 6 marca 2001, wraz z Amnonem Lipkin-Szachakiem i Urim Sawirem opuściła Partię Centrum tworząc ugrupowanie Nowa Droga. Następnego dnia weszła w skład nowo utworzonego – po upadku rządu Ehuda Baraka – rządu premiera Ariela Szarona jako wiceminister obrony, w resorcie, na którego czele stanął Binjamin Ben Eli’ezer. 26 marca Lipkin-Szachak i Sawir zrezygnowali z mandatów poselskich, a ich następcy pozostali w Partii Centrum, w związku z czym Dalja Rabin-Pelosof została jedynym posłem we frakcji Nowa Droga i 7 maja dołączyła do koalicji Jeden Izrael, która wkrótce zmieniła nazwę na Partia Pracy-Meimad. Rabin-Pelosof pozostała na stanowisku wiceministra do 1 sierpnia 2002. W wyborach w 2003 utraciła miejsce w Knesecie.

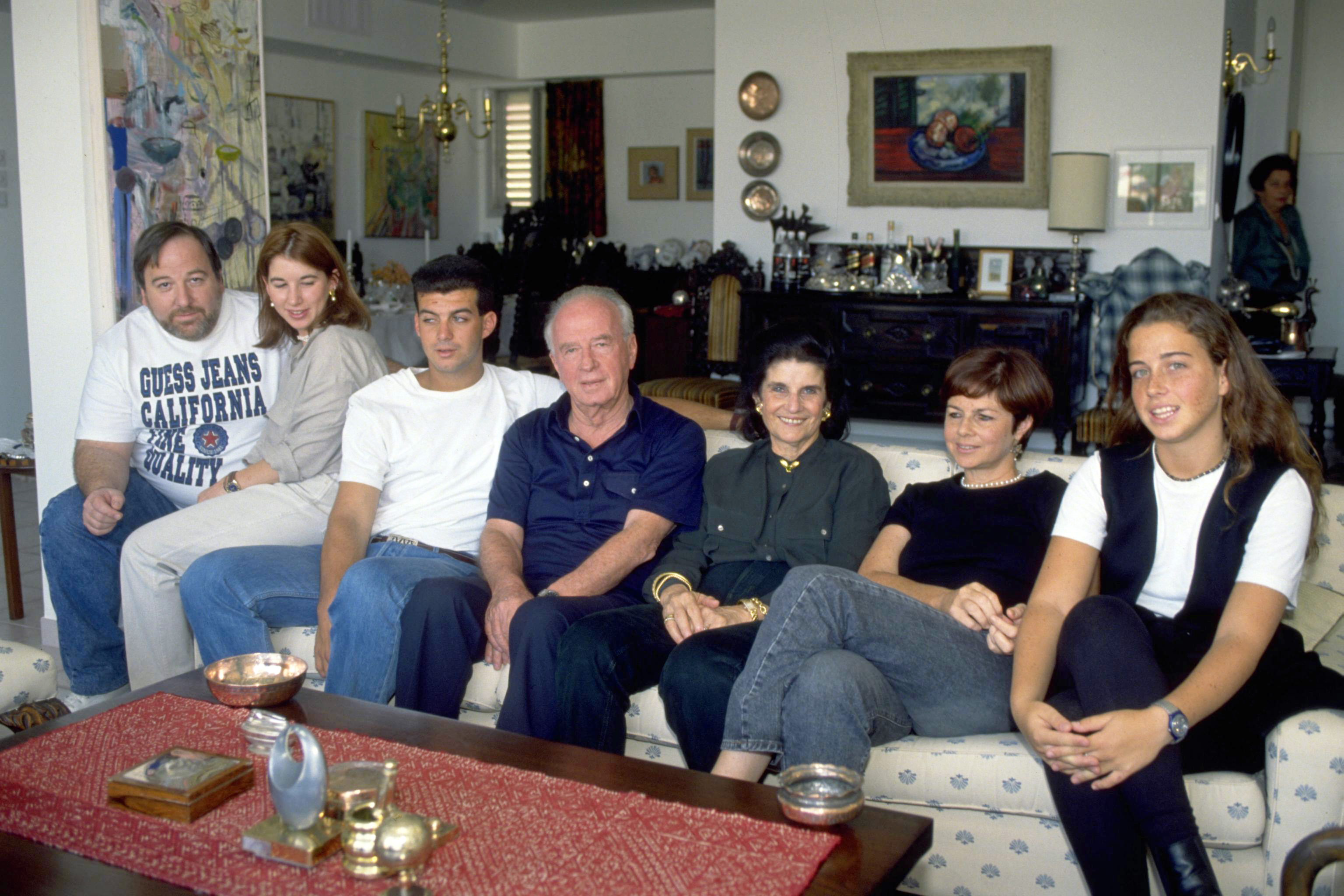
Premier Icchak Rabin z rodziną, Dalja Rabin – druga z prawej (1992)

Została przewodniczącą, powstałego w 2005 roku, Centrum Icchaka Rabina w Tel Awiwie, pozostawała na tym stanowisku w 2017.

## Życie prywatne
Jest mężatką, ma dwoje dzieci – córkę Noę i syna Jonatana oraz czworo wnucząt.